# Churchill Falls (samhälle i Kanada)
Churchill Falls är ett samhälle i Kanada.   Det ligger i provinsen Newfoundland och Labrador, i den östra delen av landet, 1 200 km nordost om huvudstaden Ottawa. Churchill Falls ligger 320 meter över havet och antalet invånare är 650.
Terrängen runt Churchill Falls är varierad. Churchill Falls ligger nere i en dal. Trakten runt Churchill Falls är nära nog obefolkad, med mindre än två invånare per kvadratkilometer..